# Modem

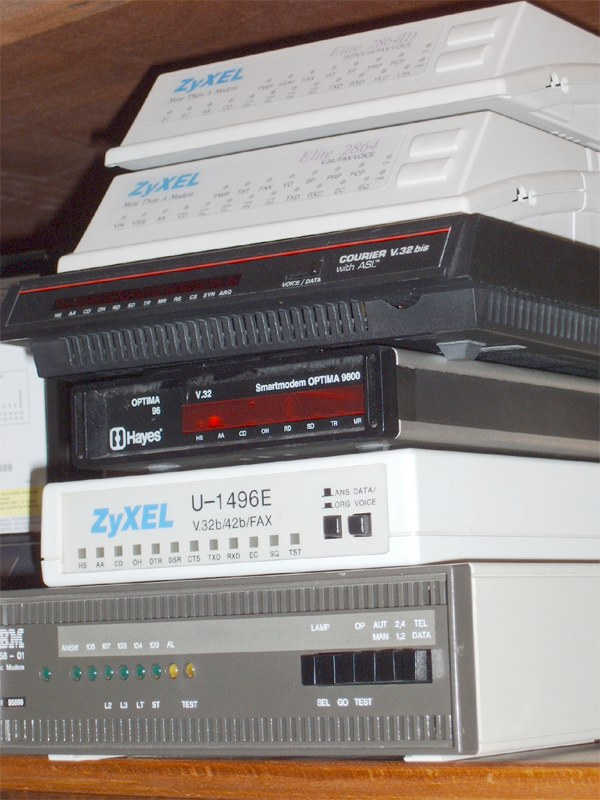
Ett antal äldre modem.

Ett modem (modulator-demodulator) är en hårdvaruprodukt vilken används för att ansluta digital utrustning till en analog förbindelse, till exempel radio, telefonnätet eller kabel-TV-nätet. Modem omvandlar digitala data till tonfrekvenser vilket gör det möjligt med digital kommunikation över analoga förbindelser. Normalt används ordet modem för utrustning avsedd för telefonnätet, övriga modem brukar benämnas efter användningsområde eller teknik, till exempel radiomodem, kabelmodem eller ADSL-modem.
Benämningen baud är ett mått på en svängning av en ton eller liknande vågform, även kallat symbol. bps, eller bitar per sekund (bit/s, bps) är den faktiska mängden bitar som överförs. På tidiga modem överfördes en bit per baud, varför de båda storheterna kom att sammankopplas och baud ibland felaktigt användas då bps avsågs.
Modem för telefonanslutning kan användas för att ringa upp en godtycklig anslutning med modem. Det finns också modem avsedda för fast anslutning över en hyrd telefonlinje.
För högre hastigheter (>9600 bit/s) över publika telefonnätet ligger svårigheten i att utforma modemets signalering så att telefonförbindelsens begränsningar i form av frekvensområde, dämpning, fasförskjutning och så vidare undviks så effektivt som möjligt. Även avvägningen mellan att öka hastigheten, med följden att fler fel i överföringen inträffar, är en kompromiss som behöver göras. Under optimala förhållanden är en överföringshastighet på högst 56 kbit/s nedströms och 48 kbit/s (33,6 kbit/s?) uppströms möjlig. Detta ligger nära den kapacitet de digitala växlarna reserverar för ett samtal. Mellan två abonnentmodem är den högsta överföringshastigheten 33,6 kbit/s (48 kbit/s?).
Ordet förekommer i Sverige från 1965.

## Historia

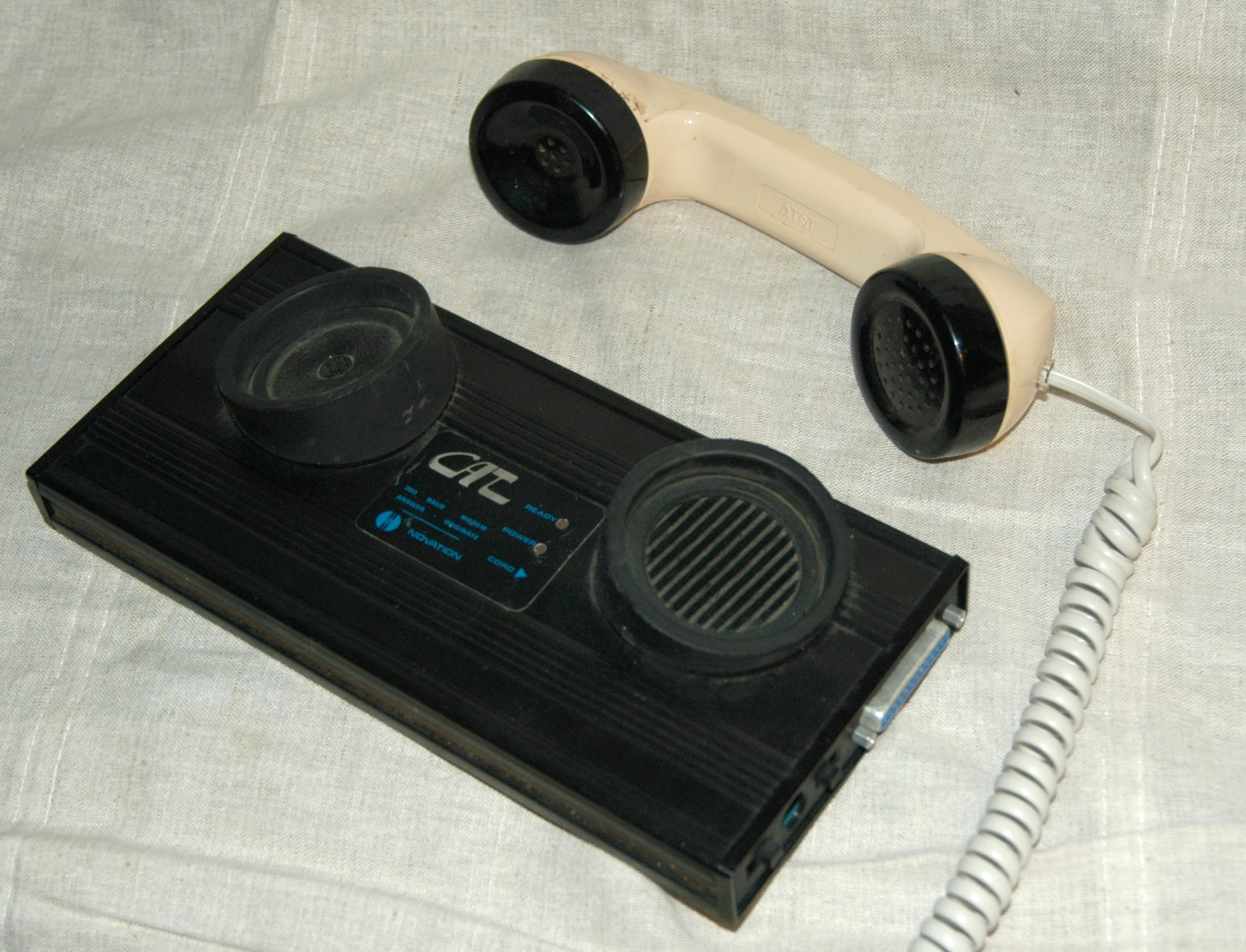
Novation CAT ett modem som kopplas akustiskt till telefonnätet

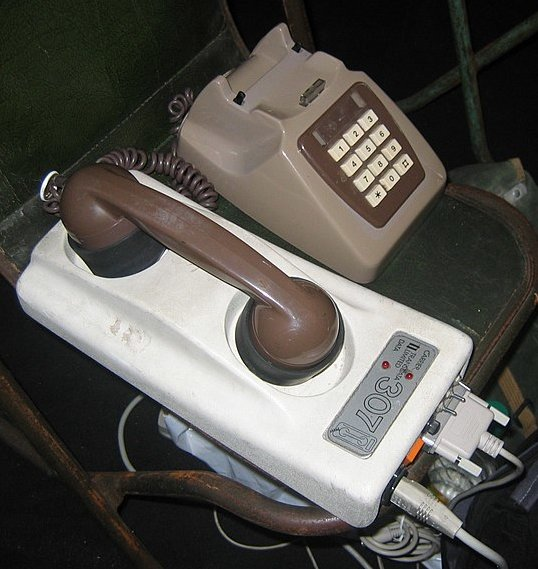
Akustisk modemkoppling

- 300 bps, introducerades av AT&T 1962. Konkurrenterna var tvungna att producera modem som mekaniskt kopplades ihop med telefonen, eftersom AT&T hade monopol på att koppla saker elektriskt till telefonnätet.
- 2400 bps introducerades mot slutet av 1980-talet.
- 9600 bps V.32, började säljas sent 1980-tal, MNP felkorrigering börjar användas, där man successivt höjde korrigeringen baserat på antalet fel.
- 14 400 bps V.32 bis, runt 1991.
- 33 600 bps V.34, med kompression, blev standard 1994.
- 56 600 bps V.90, med 33 600 bps i riktning till modempoolen.
- V.92. Som V.90 fast med komprimering och funktionen "modem on hold".

## Modempool
Ibland finns behov att möjliggöra flera samtidiga inkommande datasamtal. Man kan då lägga upp en modempool, alltså flera modem, vanligen kopplade till en särskild server. Företag och andra institutioner kunde skapa en modempool genom vilken anställda fick internetkontakt oberoende var de befann sig och framförallt hade internetleverantörer modempooler för att ta emot samtal från kunder med uppringda Internet-abonnemang.
Modempoolen kan bestå av en grupp av vanliga modem som hanterar ett samtal per modem eller större enheter som kan hantera flera uppringningar via till exempel ett antal ISDN-linjer.

## Faxmodem
På 1990-talet blev modem med en kombinerad fax-funktion vanliga, dessa modem kallas vanligen faxmodem. De kunde förutom vanlig data-kommunikation även ta emot och skicka fax. För denna funktion krävdes speciellt anpassade program till datorn, som dels kände till modemets särskilda faxkommandon, dels skötte om utskrift eller vidareförmedling av faxen.

## Teknik
Telefonmodem benämns ibland med den tekniska termen DCE (Data Communication Equipment) och då denna benämning används omnämns dator eller den datorterminal som modemet är ansluten till som DTE (Data Terminal Equipment).

### Indikatorer
Ett externt modem har vanligen en mängd lysdioder för att indikera vad den arbetar med.
- AA - Auto Answer, modemet svarar automatiskt på inkommande samtal.
- HS - High Speed, en av de högsta hastigheterna modemet stödjer används.
- OH - Off the Hook, modemet har lyft på luren och använder telefonlinjen.
- SD eller TX - Data sänds
- RD eller RX - Data tas emot
- TR - Terminal Ready, den dator som modemet är kopplad till har gett klarsignal för modemet att arbeta.
- CD - Carrier Detect, en uppkoppling med ett annat modem har upprättats.

### Högtalare
Ett telefonmodem har oftast en högtalare som används då modemet initialt kommunicerar med motparten. Högtalaren ger en hörbar bekräftelse att uppkoppling pågår, eller om man fått ett fel av något slag (ingen kopplingston, spärrton, upptagetton, människa som svarar etc.). Då förhandling om uppkopplingens parametrar är avslutad och anslutningen är etablerad mellan noderna används normalt inte högtalaren längre.

### AT-kommandon
Modem styrs normalt av ett antal AT-kommandon som skickas lokalt från terminalen till modemet. Kommandon börjar med AT och avslutas med <CR> (eng: Carriage Return, radslutstecken). 
ATDT086541718<CR> slår till exempel 086541718 med tonval (DT, "dial tone").
Motsvarigheten för att ringa ett nummer med gammaldags pulser är ATDP086541718<CR> (DP, "dial pulse"). Hayes Microcomputer Products började med AT-kommandon 1981.

### Modem-on-hold
Modem on hold ger möjlighet att ta ett telefonsamtal medan man är uppkopplad. 